# 1632
1632 (MDCXXXII) je bilo prestopno leto, ki se je po gregorijanskem koledarju začelo na četrtek, po 10 dni počasnejšem julijanskem koledarju pa na nedeljo.

## Rojstva
- 8. januar - Samuel von Pufendorf, nemški pravnik, filozof, zgodovinar, državnik († 1694)
- 29. avgust - John Locke, angleški filozof († 1704)
- 20. oktober - sir Christopher Wren, angleški astronom, matematik, arhitekt († 1723)
- 24. november - Baruch Spinoza, nizozemski filozof judovskega rodu († 1677)
- 31. december - Abas II., perzijski šah († 1666)

Neznan datum
- Pierre Sylvain Régis, francoski filozof († 1707)

## Smrti
- 31. januar - Joost Bürgi, švicarski mehanik, astronom, urar, matematik (* 1552)
- 30. april - Sigismund III. Poljski, kralj Poljske in Švedske (* 1566)
- 8. december - Philippe van Lansberge, nizozemski astronom, duhovnik (* 1561)